# 1649 год
1649 (ты́сяча шестьсо́т со́рок девя́тый) год  по григорианскому календарю — невисокосный год, начинающийся в пятницу. Это 1649 год нашей эры, 9‑й год 5‑го десятилетия XVII века 2‑го тысячелетия, 10‑й год 1640‑х годов. Он закончился 376 лет назад.
| Пн | Вт | Ср | Чт | Пт | Сб | Вс |
|    |    |    |    | 1  | 2  | 3  |
| 4  | 5  | 6  | 7  | 8  | 9  | 10 |
| 11 | 12 | 13 | 14 | 15 | 16 | 17 |
| 18 | 19 | 20 | 21 | 22 | 23 | 24 |
| 25 | 26 | 27 | 28 | 29 | 30 | 31 |

| Пн | Вт | Ср | Чт | Пт | Сб | Вс |
| 1  | 2  | 3  | 4  | 5  | 6  | 7  |
| 8  | 9  | 10 | 11 | 12 | 13 | 14 |
| 15 | 16 | 17 | 18 | 19 | 20 | 21 |
| 22 | 23 | 24 | 25 | 26 | 27 | 28 |

| Пн | Вт | Ср | Чт | Пт | Сб | Вс |
| 1  | 2  | 3  | 4  | 5  | 6  | 7  |
| 8  | 9  | 10 | 11 | 12 | 13 | 14 |
| 15 | 16 | 17 | 18 | 19 | 20 | 21 |
| 22 | 23 | 24 | 25 | 26 | 27 | 28 |
| 29 | 30 | 31 |    |    |    |    |

| Пн | Вт | Ср | Чт | Пт | Сб | Вс |
|    |    |    | 1  | 2  | 3  | 4  |
| 5  | 6  | 7  | 8  | 9  | 10 | 11 |
| 12 | 13 | 14 | 15 | 16 | 17 | 18 |
| 19 | 20 | 21 | 22 | 23 | 24 | 25 |
| 26 | 27 | 28 | 29 | 30 |    |    |

| Пн | Вт | Ср | Чт | Пт | Сб | Вс |
|    |    |    |    |    | 1  | 2  |
| 3  | 4  | 5  | 6  | 7  | 8  | 9  |
| 10 | 11 | 12 | 13 | 14 | 15 | 16 |
| 17 | 18 | 19 | 20 | 21 | 22 | 23 |
| 24 | 25 | 26 | 27 | 28 | 29 | 30 |
| 31 |    |    |    |    |    |    |

| Пн | Вт | Ср | Чт | Пт | Сб | Вс |
|    | 1  | 2  | 3  | 4  | 5  | 6  |
| 7  | 8  | 9  | 10 | 11 | 12 | 13 |
| 14 | 15 | 16 | 17 | 18 | 19 | 20 |
| 21 | 22 | 23 | 24 | 25 | 26 | 27 |
| 28 | 29 | 30 |    |    |    |    |

| Пн | Вт | Ср | Чт | Пт | Сб | Вс |
|    |    |    | 1  | 2  | 3  | 4  |
| 5  | 6  | 7  | 8  | 9  | 10 | 11 |
| 12 | 13 | 14 | 15 | 16 | 17 | 18 |
| 19 | 20 | 21 | 22 | 23 | 24 | 25 |
| 26 | 27 | 28 | 29 | 30 | 31 |    |

| Пн | Вт | Ср | Чт | Пт | Сб | Вс |
|    |    |    |    |    |    | 1  |
| 2  | 3  | 4  | 5  | 6  | 7  | 8  |
| 9  | 10 | 11 | 12 | 13 | 14 | 15 |
| 16 | 17 | 18 | 19 | 20 | 21 | 22 |
| 23 | 24 | 25 | 26 | 27 | 28 | 29 |
| 30 | 31 |    |    |    |    |    |

| Пн | Вт | Ср | Чт | Пт | Сб | Вс |
|    |    | 1  | 2  | 3  | 4  | 5  |
| 6  | 7  | 8  | 9  | 10 | 11 | 12 |
| 13 | 14 | 15 | 16 | 17 | 18 | 19 |
| 20 | 21 | 22 | 23 | 24 | 25 | 26 |
| 27 | 28 | 29 | 30 |    |    |    |

| Пн | Вт | Ср | Чт | Пт | Сб | Вс |
|    |    |    |    | 1  | 2  | 3  |
| 4  | 5  | 6  | 7  | 8  | 9  | 10 |
| 11 | 12 | 13 | 14 | 15 | 16 | 17 |
| 18 | 19 | 20 | 21 | 22 | 23 | 24 |
| 25 | 26 | 27 | 28 | 29 | 30 | 31 |

| Пн | Вт | Ср | Чт | Пт | Сб | Вс |
| 1  | 2  | 3  | 4  | 5  | 6  | 7  |
| 8  | 9  | 10 | 11 | 12 | 13 | 14 |
| 15 | 16 | 17 | 18 | 19 | 20 | 21 |
| 22 | 23 | 24 | 25 | 26 | 27 | 28 |
| 29 | 30 |    |    |    |    |    |

| Пн | Вт | Ср | Чт | Пт | Сб | Вс |
|    |    | 1  | 2  | 3  | 4  | 5  |
| 6  | 7  | 8  | 9  | 10 | 11 | 12 |
| 13 | 14 | 15 | 16 | 17 | 18 | 19 |
| 20 | 21 | 22 | 23 | 24 | 25 | 26 |
| 27 | 28 | 29 | 30 | 31 |    |    |

## События
- 1601—1661 — Голландско-португальская война. Вооружённый конфликт, в котором голландские Ост-Индская и Вест-Индская компании воевали по всему миру против Португальской империи[1].   
  - 19 февраля — вторая битва у холмов Гуарарапис. Второе и решающее сражение между голландцами и португальцами в Пернамбуку за контроль над побережьем Бразилии[2].
- 1618—1683 — маньчжурское завоевание Китая. Процесс распространения власти маньчжурской империи Цин на территорию, принадлежавшую китайской империи Мин[3].
- 1635—1659 — Франко-испанская война. Составная часть Тридцатилетней и Восьмидесятилетней войн[4].
- 1640—1652 — Восстание в Каталонии[5].
- 1640—1668 — Война за независимость Португалии. Серия народных волнений, конфликтов и военных действий, направленных на восстановление Португалией независимости от испанской короны[6].
- 1645—1669 — Критская война. Война Османской империи с Венецианской республикой за богатое заморское владение Венеции остров Крит[7].
- 1649—1653 — три безуспешных осады Кандагара Шах-Джаханом.
- Захват Ираном Кандагара.
- После крупного и жестокого набега ирокезов гуроны вынуждены были оставить свои земли и переселиться на запад.

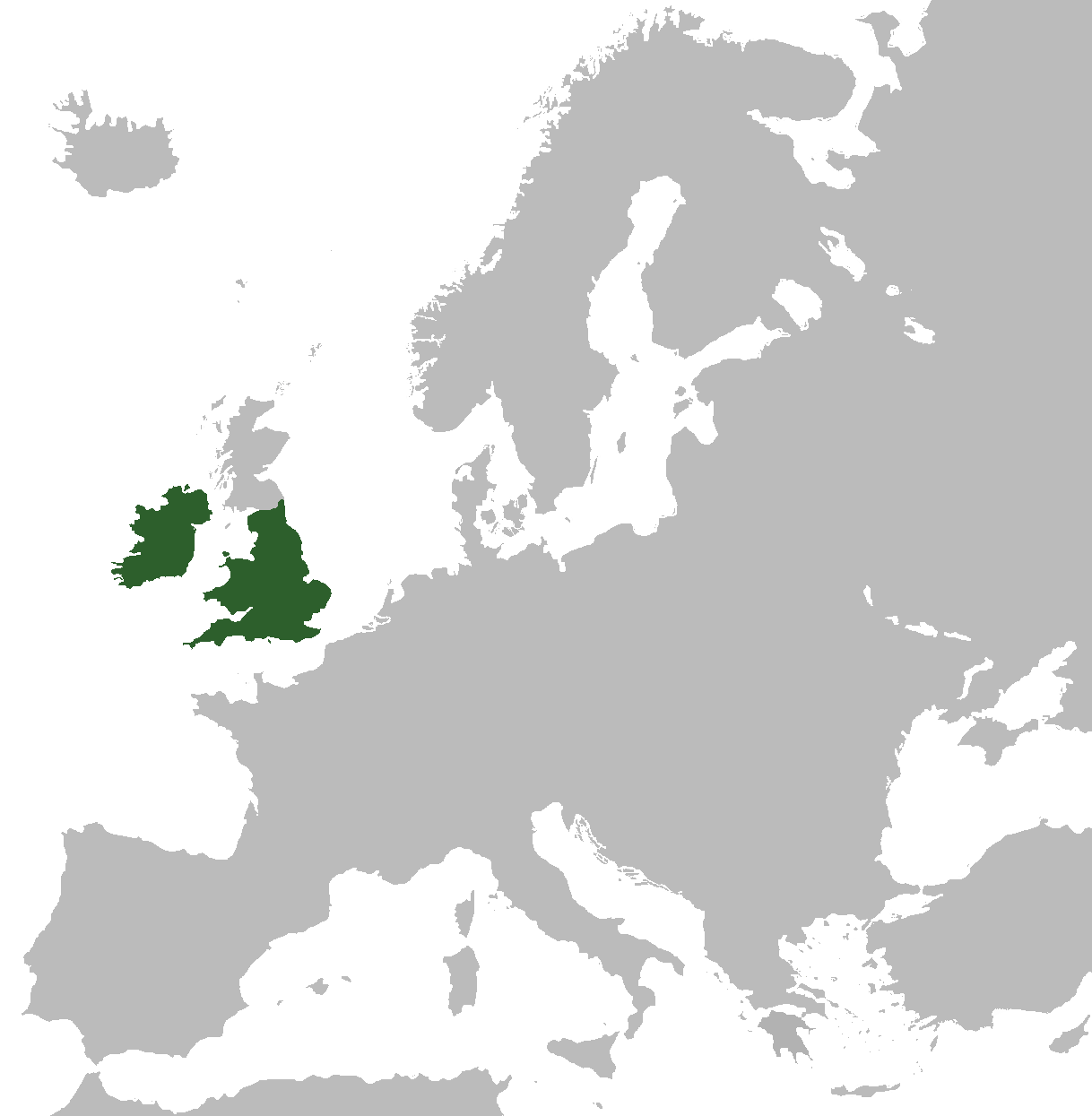
Карта Английской республики

### Англия
- 1639—1653 — Война трёх королевств. Серия взаимосвязанных конфликтов в Англии, Шотландии и Ирландии, когда эти страны считались отдельными королевствами под личной унией Карла I[8].
- 1641—1653 — Одиннадцатилетняя война (Война Ирландской конфедерации). Военный конфликт, происходивший в Ирландии, который начался с Ирландского восстания[9].
- 1649—1653 — началось завоевание Кромвелем Ирландии[10].
- 4 января — Парламент Англии провозгласил себя носителем верховной власти в стране. Назначен Верховный суд в составе 135 человек, который вынес королю смертный приговор.
- 30 января — обезглавлен Карл I, бывший король Англии, Шотландии и Ирландии.
- Принц Карл провозглашён в Эдинбурге королём.
- Март — взятие роялистской крепости Понтефракт.
- 17 марта — актом парламента королевская власть объявлялась уничтоженной.
- 19 марта — ликвидация палаты лордов.
- Апрель — публикация «Новых цепей Англии». Вожди левеллеров заключены в Тауэр. Восстание в ряде армейских частей. Кромвель быстро подавил восстание. Начало движения диггеров в ряде графств Англии. Подавлено.
- 19 мая — провозглашение Англии республикой[11]. Исполнительная власть вручена избранному парламентом Государственному совету из 41 человека.
- 15 августа — высадка армии Кромвеля в Дублине. Покорение южного и восточного побережья.

### Франция
- 1648—1653 — Фронда во Франции[5]. 
  - 8 февраля — Шарантонский бой. Сражение за город Шарантон между французскими королевскими войсками принца Конде и силами Парламентской Фронды[12].
- 15 марта — «Мирный договор» парламента Парижа и короля, по существу капитуляция парламента. Двор торжественно въехал в Париж.

### Речь Посполитая
- 1648—1654 — Освободительная война украинского и белорусского народов[13].
  - Осень 1648—март 1649 — шли первые польско-запорожские переговоры[13].
  - 2 января — казачье войско, возглавляемое Хмельницким, возвращается в Киев после похода на Западную Украину.
  - Начало года — Польские войска захватили Туров, Мозырь и Бобруйск.
  - Январь — Украинское посольство Мужиловского в Москву.
  - Февраль — польский король Ян II Казимир прислал Хмельницкому с брацлавским воеводой А. Киселём знаки гетманской власти — булаву и хоругвь с белым орлом, а также передал обещание амнистировать восставших, увеличить реестр, отменить постановление Сейма 1638 года (переводящее казаков в холопы и отдача их собственности польской шляхте)[14], объявить свободу вероисповедания[13].
  - Предложения короля не устроили Хмельницкого, который настаивал на ликвидацию унии и стал требовать назначение в Киев воеводы из "русского народу" и православного вероисповедания, выдворение из Киева иезуитов и суда над Д. Чаплинским (по словам гетмана главного виновника войны)[13].
  - Лето — возобновились военные действия. Хмельницкий вновь послал казаков на поддержку восставших в ВКЛ[13].
  - 21 (31) июля — битва под Лоевым[15]. Казаки потерпели поражение от войска Радзивила близ г. Лоев[13].
  - 5—6 (15—16) августа — битва под Збаражем[13]. Зборовское сражение[16]. Хмельницкий одерживает победу над польской армией под командованием Яна II Казимира близ г. Зборов. От полного разгрома поляков спасло установление польско-крымских союзнических отношение с ханом Ислямом III Гераем[13].
  - 8 (18) августа — посредничество крымского хана навязало Хмельницкому Зборовский договор с Польшей. Реестр увеличен до 40 тыс. Речь Посполитая признаёт частичное самоуправление в Киевском, Черниговском и Брацлавском воеводствах, а г. Чигирин становится гетманской ставкой[13].
  - До конца года — Хмельницкому предложено составить именной список реестровых казаков. Не попавшие в список подлежат "возвращению в послушничество своих панов"[13].
  - Конец года — Хмельницкий ведёт переговоры с трансильванским князем Дьёрдем II Ракоци о военном союзе, (по-видимому, допуская его возведение на польский престол), чем вызвал у Яна II Казимира серьёзные подозрения в неверности[13].
  - 1649—1650 — Польский Сейм подтвердил большинство требований жалованной королевской грамоты (Зборовский мир), кроме права митрополита Киевского войти в состав сенаторов. Уния была сохранена[13].

## Начало правления
См. также: Список глав государств в 1649 году
- Королева Швеции Кристина Августа добилась от риксдага признания Карла X Густава престолонаследником (коронован в 1654 году)[17].
- Принц Карл провозглашён в Эдинбурге королём.

## Появились
См. также: Категория:Появились в 1649 году
- Завершено строительство первой каменной приходской церкви святых Жён-Мироносиц в Нижнем Новгороде.

## Родились
См. также: Категория:Родившиеся в 1649 году
- 2 февраля — Бенедикт XIII, Папа Римский
- 11 февраля — Вильям Карстэрс, шотландский богослов.
- 3 апреля — Жозеф-Франсуа Саломон, французский композитор.
- 23 июля — Климент XI, Папа Римский.
- Луиза де Керуаль — фаворитка Карла II.

## Скончались
См. также: Категория:Умершие в 1649 году
- 30 января — английский король Карл I Стюарт (казнён).
- 30 июня — Симон Вуэ, французский живописец-монументалист, портретист и декоратор.
- Сентябрь — Пьер Годолен, лангедокский поэт.